# 花崗岩島 (南澳州)

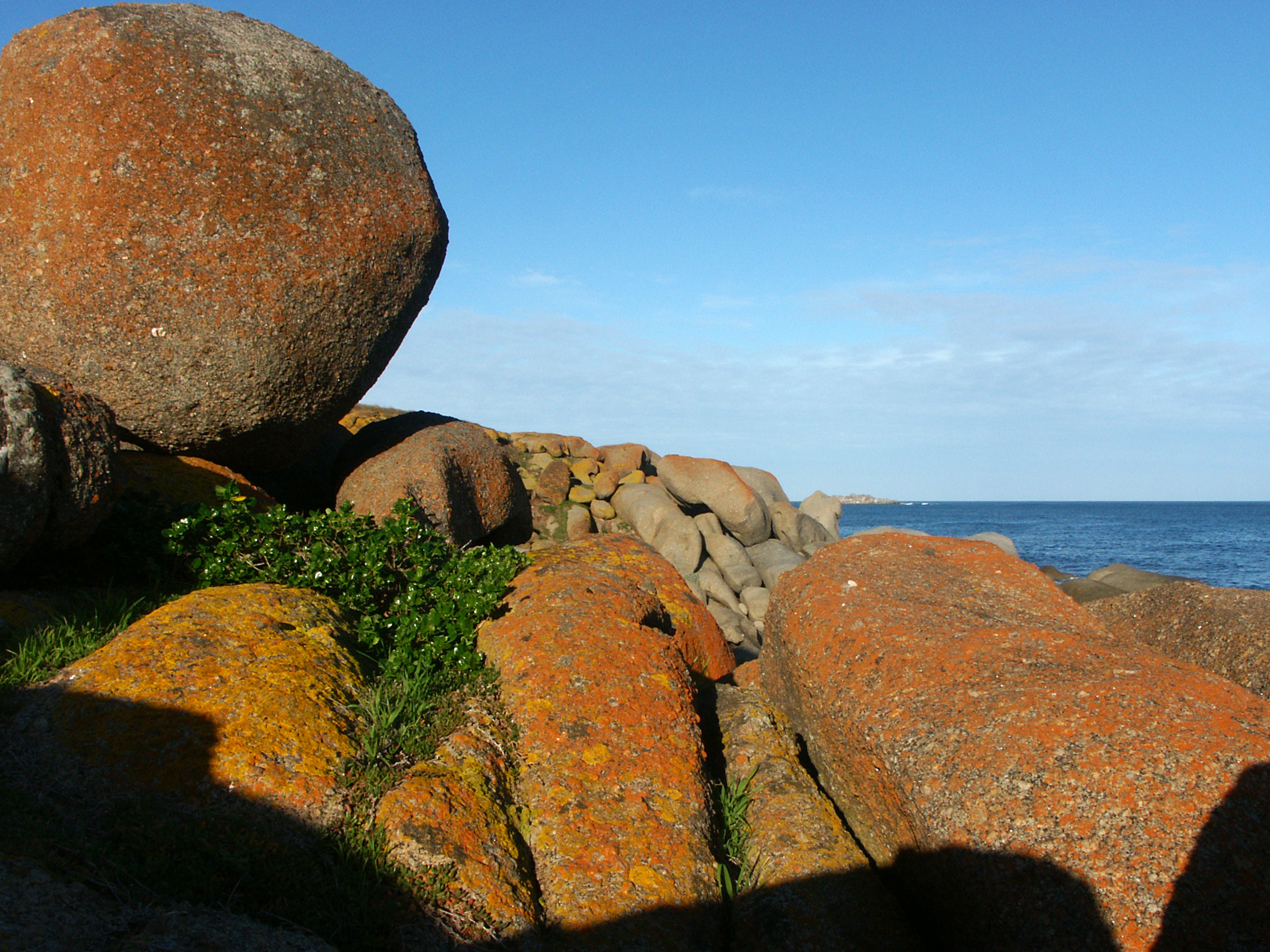
花崗岩島上的大石

花岗岩岛（英語：Granite Island），位于南澳大利亚，是一个紧靠维克多港的小岛，它在州首府阿德莱德正南的佛勞里友半島上，相距僅有七十多公里路。
這個島上沒有人住，但還是有建筑。夏天這裡會迎來很多游客，因为岛上有可愛的小仙企鹅。
花岗岩岛同大陆以短短一條棧橋相連，游客可以在橋上步行进岛，也可以乘“马拖车”，但是機動車輛卻不能上島，這是為了保護島上原始的自然環境。

## 外部連結
- 花崗岩島廣角鏡（英文）
- 南澳自然保護局公式網站（英文）

35°33′51″S 138°37′51″E / 35.5641°S 138.6307°E